# René Higuita
José René Higuita Zapata, auch bekannt als El Loco (deutsch Der Verrückte), (* 27. August 1966 in Medellín) ist ein ehemaliger kolumbianischer Fußballtorwart. Er gilt als eine der schillerndsten Figuren des internationalen und des kolumbianischen Fußballs.

## Vereinsfußball
Er debütierte 1985 beim CD Los Millonarios in der ersten kolumbianischen Liga und spielte von 1986 bis 1997 für Atlético Nacional in Medellín, nur unterbrochen von einem kurzen Gastspiel bei Real Valladolid in der spanischen Segunda División in der Saison 1992/93. Mit Atlético Nacional gewann Higuita 1989 die Copa Libertadores, nachdem er im Elfmeterschießen des Finales vier Elfmeter gehalten und einen verwandelt hatte. In der Saison 1997/98 wechselte er zum CD Veracruz nach Mexiko. Danach hatte er von 1999 bis 2002 verschiedene kurzzeitige Engagements in der ersten kolumbianischen Liga (Independiente Medellín, Real Cartagena, Atlético Junior; jeweils eine Saison). Anschließend war er 2002/03 für Deportivo Pereira aktiv. Nach einer Sperre (siehe unten) spielte er 2004 für SD Aucas in Quito (Ecuador), 2005 für den Bajo Cauca FC. Nach einer Karrierepause schloss sich 2007 ein Engagement in Venezuela beim Guaros de Lara FC an, im Januar 2008 wechselte er zum kolumbianischen Zweitligisten Deportivo Rionegro, mit dem er Vizemeister der Categoría Primera B wurde und den Aufstieg knapp verpasste. Im Juni 2008 wechselte er zu Deportivo Pereira und war damit erneut in der ersten Liga aktiv. Ab Januar 2009 arbeitet er als Torwarttrainer bei seinem ehemaligen Verein Real Valladolid. Sein Abschiedsspiel fand am 24. Januar 2010 im Stadion Atanasio Girardot in Medellín statt.

## Nationalmannschaft
Higuita war zwischen 1987 und 1999 mit Unterbrechungen Torhüter der kolumbianischen Nationalmannschaft. In 68 Länderspielen erzielte er drei Tore.
1990 wurde er durch seine Frisur und seine spielerischen Einlagen zu einer der prägenden Persönlichkeiten der Weltmeisterschaft in Italien. Seine spielerischen Einlagen wurden ihm aber zum Verhängnis, als er in der 109. Minute des Achtelfinalspiels gegen Kamerun vor dem Strafraum versuchte, Roger Milla zu umspielen, dann aber den Ball verlor. Der damals 38-jährige Milla sprintete ihm davon und erzielte das entscheidende 2:0, womit das Ausscheiden Kolumbiens besiegelt war.
Bei einem Freundschaftsspiel gegen England gelang Higuita am 6. September 1995 im Wembley-Stadion eine der spektakulärsten Paraden der Fußballgeschichte: Statt einen Fernschuss mit den Händen aufzufangen, ließ er sich nach vorne fallen und parierte den Ball auf der Torlinie kopfüber mit beiden Hacken. Diese Parade ist als der „Skorpion-Kick“ bekannt geworden. Bis er 1998 von Paraguays José Luis Chilavert übertroffen wurde, war Higuita der in Länderspielen weltweit torgefährlichste Torhüter.
Im Jahr 2004 war er Torwart-Trainer der ecuadorianischen Nationalmannschaft.

## Außersportliches
Higuita wurde in einem Armenviertel von Medellín geboren. Seine Mutter lebte allein und starb wenige Jahre nach Higuitas Geburt, so dass er bei seiner Großmutter aufwuchs. Er ist in zweiter Ehe verheiratet. Mit seiner ersten, mittlerweile verstorbenen, Ehefrau hat er eine Tochter. Aus der zweiten Ehe stammen zwei weitere Kinder. 
1993 wirkte Higuita gegen eine Provision von 64.000 US-Dollar als Vermittler und bei der Geldübergabe im Fall einer von kolumbianischen Drogenhändlern entführten Tochter eines Freundes mit. Dieses ungesetzliche Verhalten brachte ihm eine Haftstrafe ein, die er in Bogotá absitzen musste. Später wurde er auf freien Fuß gesetzt, nachdem in Demonstrationen seine Freilassung verlangt worden war und Higuita selbst erklärt hatte, er sei in Hungerstreik getreten.
Nach einem Ligaspiel, das er im September 2002 mit Deportivo Pereira gegen Deportivo Cali bestritt, wies die Dopingprobe Higuitas Rückstände von Kokain auf. Higuita wurde vom kolumbianischen Verband gesperrt. Nach dem ersten Spiel der Endrunde um die ecuadorianische Meisterschaft am 23. Oktober 2004 mit Aucas gegen CD Olmedo (Riobamba) wies seine Dopingprobe erneut den Konsum von Kokain nach. Higuita wurde als Torwarttrainer der ecuadorianischen Nationalmannschaft und bei Aucas beurlaubt. 
Zuletzt machte er im ersten und zweiten Halbjahr 2005 durch Teilnahmen an den Realityshows „La isla de los famosos: Una aventura pirata“ (eine Version von Survivor bzw. Expedition Robinson) und „Cambio Extremo“ des kolumbianischen Senders RCN TV auf sich aufmerksam. Bei „La isla de los famosos“, an der auch der Fußballer Leonel Álvarez teilnahm, gehörte er zu den fünf Finalisten und wurde am Ende Zweiter. In der Sendung „Cambio Extremo“ (dt. Völliger Wandel) wurden mehrere Schönheitsoperationen an ihm vorgenommen und dokumentiert, u. a. Lippenaufspritzen, Kinnvergrößerung sowie Zahn-, Mund- und Kieferchirurgie.